# Klarinettentrio (Brahms)
Das Trio für Klavier, Klarinette und Violoncello a-Moll op. 114 (oft kurz als Klarinettentrio bezeichnet) von Johannes Brahms (1833–1897) entstand 1891 und wurde im selben Jahr uraufgeführt. Die Klarinette kann durch eine Bratsche ersetzt werden.

## Entstehung, Uraufführung und Druck
Das Klarinettentrio a-Moll op. 114 steht am Anfang einer Gruppe vier kammermusikalischer Spätwerke von Johannes Brahms, in denen die Klarinette solistisch behandelt wird (gefolgt vom Klarinettenquintett op. 115 und den beiden Sonaten für Klarinette und Klavier op. 120). Inspiriert wurden sie durch den Ersten Klarinettisten der Meininger Hofkapelle, Richard Mühlfeld, dessen Können Brahms tief beeindruckte.
Die Komposition des Trios erfolgte im Sommer 1891 in Bad Ischl. Am 12. Juli 1891 kündigte Brahms dem befreundeten Eusebius Mandyczewski zwecks Beauftragung eines Kopisten die Übersendung der Partitur an. Die Uraufführung fand am 12. Dezember 1891 im Saal der Berliner Singakademie statt. Ausführende noch aus dem Manuskript waren Johannes Brahms (Klavier), Richard Mühlfeld (Klarinette) und Robert Hausmann (Violoncello). Vorangegangen waren bereits im November 1891 Proben und eine Aufführung im privaten Kreis zusammen mit dem Klarinettenquintett im Schloss Elisabethenburg in Meiningen u. a. mit  Joseph Joachim, der die alternative Bratschenstimme übernahm. Der Erstdruck erschien im März 1892 im Berliner Verlag Simrock. Das Autograph der Partitur befindet sich in der Städtischen Musikbibliothek München.

## Charakterisierung
Das Klarinettentrio op. 114 a-Moll von Johannes Brahms ist viersätzig, die Spieldauer liegt bei etwa 25 Minuten. Die Klarinettenstimme sieht eine A-Klarinette vor, kann aber alternativ auch von einer Bratsche übernommen werden. Das Werk ist charakteristisch für den Brahms’schen Spätstil: Konzentration der Mittel und Reduktion des thematischen Materials bei ausgefeilter Kontrapunktik. Als konstruktive Grundlage aller vier Sätze lässt sich eine absteigende Terzenkette ausmachen.
I. Allegro
Der Satz folgt der Sonatenform und beginnt solistisch im Cello. Das Seitenthema wird mit sich selbst als Umkehrungs-Kanon kontrastiert, ähnlich wie auch im Finalsatz. Der Beginn der Reprise wird durch Vertauschen der beiden Hauptthemen verschleiert.
II. Adagio
Im langsamen, durch sehr zurückgenommenen Ausdruck gekennzeichneten, langsamen Satz wird das in der Klarinette liegende Hauptmotiv wiederum kanonisch durch sich selbst begleitet und langsam bis auf Seufzerfiguren zerlegt. Der Satz steht in D-Dur.
III. Andante grazioso
Anstelle eines Scherzos handelt es sich hier um einen Walzer in A-Dur mit einem Ländler in D-Dur als Trio, in dem die Klarinette vielfach solistisch hervortritt.
IV.  Allegro
Wiederum ein Sonatensatz von teils leicht ungarischer Prägung mit einigen leidenschaftlichen Steigerungen. Auf eine eigenständige Durchführung wird verzichtet, die stattdessen extrem reduziert innerhalb der Reprise stattfindet, in Form einer Erweiterung der variierten Wiederholung des Hauptthemas.

## Einzelnachweis
1. ↑  Angaben des Brahms-Instituts